# Nederlands Instituut voor Vliegtuigontwikkeling en Ruimtevaart
Nederlands Instituut voor Vliegtuigontwikkeling en Ruimtevaart (NIVR) är den nederländska myndigheten ansvarig för rymdfart.